# Споменик кнезу Милошу у Неготину
Споменик кнезу Милошу Обреновићу подигнут је 1901. године, у центру Неготина. Дело је вајара Ђорђа Јовановића. Споменик су порушили Бугари 1916. године.

## Изградња
Споменик Милошу Обреновићу првобитно је требало да се подигне у Радујевцу на обали где се Милош 1859. године искрцао при повратку на кнежевски престо у Србији.
Међутим, 11. јануара 1899. на дан 40. годишњице ступања кнеза Милоша на престо по други пут одлучено је да се јубиларна годишњица обележи  подизањем и откривањем споменика у Неготину. За кратко време прикупљено је 30.000 динара у округу и ван округа и за непуне три године споменик је био завршен.
Одлучено је да споменик изради вајар Ђорђе Јовановић, аутор рељефа са попрсјем Хајдук Вељка Петровића, на споменику који је у Неготину свечано откривен 1892. године.

## Изглед споменика
Споменик кнезу Милошу у Неготину био је висок 7,9 метара, од чега постоље 4,7 метара, а фигура 3,2 метра.Био је ограђен малом металном оградом на чијим угловима су се налазиле декоративне светиљке.
Постамент споменика је почивао на двостепеној платформи, био је искресан од плавњанског мермера, врсте гранита који се може нађи на простору између Плавне, Танде и Црнајке. 
Постамент је са све четири стране био украшен искресаним натписима, док се са предње налазио грб Краљевине Србије. 
На фронталној страни постоља био је натпис „Ево међу вама, драга децо моја, опет вашег старог господара Милоша”, речи које је изговорио у Радујевцу приликом доласка у Србију, на десној страни постамента године 1815−1833. а на левој датум откривања споменика 27. мај 1901. 
Споменик је красио центар Неготина све до 1916. када су га Бугари порушили и статуу однели у Бугарску. Остаци постамента су уклоњени после Другог светског рата.